# Johan Petter Johansson
Pour les articles homonymes, voir Johansson.
Johan Petter Johansson (né le 12 décembre 1853 à Vårgårda et mort le 25 août 1943) est un inventeur et industriel suédois, connu quelques fois sous le pseudonyme de JP. 
Il est l'inventeur de la clef à molette (brevetée en 1891 et sa version améliorée le 11 mai 1892), dont l'ouverture est adaptable à la tête de la vis ou de l'écrou. Il a plus de 100 brevets d'invention à son actif.

## Biographie
Né dans une famille d'agriculteurs à Vårgårda, une commune dans l'ouest de la Suède, Johan Petter Johansson est l'aîné de six enfants. Son premier emploi fut en tant qu'opérateur-adjoint de machine à vapeur dans une usine de production de tourbe. En 1873, à l'âge de 19 ans, il quitte Vårgårda pour Motala et s'engage dans la marine. Après son service militaire en 1874, il s'installe à Eskilstuna où il travaille à l'usine de Bolinder-Munktell. En 1878, il déménage à Västerås et travaille comme mécanicien pour ensuite devenir forgeron dans une ferme voisine.
Il revient sur sa décision de quitter la Suède pour les États-Unis lorsque son ancien employeur, Munktells, lui offre un meilleur emploi. 
En 1886, il déménage à Enköping où il se lance en affaires et fonde la Enköpings Mekaniska Verkstad (l'Atelier de mécanique de Enköping) qui devient rapidement une entreprise à succès. C'est pendant ces années qu'il invente la clé à molette. En 1890, il s'entend avec B.A. Hjort & Company qui accepte de distribuer ses outils dans le monde entier sous la marque de commerce Bahco. L'entreprise est toujours en activité et a commercialisé plus de 100 millions de clés à molette à ce jour. 
Son fils, Hannes Brynge, prit par la suite le contrôle de l'entreprise, ainsi que de la B.A. Hjort & Company en 1916. Johansson expérimente ensuite avec l'ingénierie électrique et ouvre une nouvelle usine, Triplex, en 1919, spécialisée dans les pendules électriques et commercialisant d'autres appareils. 
Johan Petter Johansson meurt le 25 août 1943 à l'âge de 89 ans.

### Sources
- (se) Skiftnyckelns Vänner.
- (se) Nationalencyklopedin. Johan Petter Johansson.